# گداخته
گداخته میان وعده است که مردم اصفهان و بقیه شهرها معمولا برای تقویت بدن مادر باردار درست میکنند.

## مواد
- مغز پسته
- مغز بادام
- مغز فندق
- مغز گردو
- کنجد
- نخودچی
- خرما خرک (خارک)
- خرما
- پودر نارگیل
- پودر سنجد
- شیره ی خرما
- نبات
- زعفران ساییده شده
- آب